# Tephraciura tulearensis
Tephraciura tulearensis är en tvåvingeart som beskrevs av Albany Hancock 1991. Tephraciura tulearensis ingår i släktet Tephraciura och familjen borrflugor.
Artens utbredningsområde är Madagaskar. Inga underarter finns listade i Catalogue of Life.